# Defensionspflicht
Als Defensionspflicht (defensor absendis) bezeichnet die romanistische Rechtswissenschaft eine spezifische Art der Rechtsmängelhaftung. Bei dieser hatte ein Veräußerer im Falle eines Prozesses die Rechte des Erwerbers gegenüber einem vindizierenden Dritten zu verteidigen. Die Defensionspflicht war ein bis ins Mittelalter üblicher Rechtsbrauch.

## Römisches Recht
Das Verfahren (legis actio sacramento in rem)  wurde im römischen Recht begründet und diente ursprünglich dem rechtlichen Eigentumsschutz (die rei vindicatio) eines Bestohlenen. Mit ihr konnte er die Herausgabe seiner Sache vom letzten Besitzer wegen Diebstahls (furtum nec manifestum) betreiben. Dem Beklagten, der die Sache jedoch gutgläubig von einem Dritten erlangt haben konnte, wurde das Recht eingeräumt, seinen legalen Erwerb durch mancipatio nachzuweisen, um sich des Verdachts des Diebstahls zu entledigen. Um im Besitz der Sache bleiben zu dürfen, musste er zum Nachweis den Vorbesitzer (auctor) benennen, der seinerseits rechtmäßigen Vorbesitz nachweisen musste. Der Vorbesitzer haftete gegenüber dem Beklagten mit dem doppelten Kaufpreis der Sache, sofern es ihm nicht gelang seinen rechtmäßigen Besitz schlüssig nachweisen oder seinen Erwerb vom Vorbesitzer, auf den er die Beweislast abwälzen könnte. 
Diese später erweiterte Gewährleistungspflicht des Verkäufers, der den garantierten Ausschluss bestehender Rechte Dritter an dem Kaufgegenstand beinhaltete, versetzte den Käufer in eine gestärkte Rechtsposition.